# Pavel Sazonov
Pavel Vladimirovič Sazonov (in russo Павел Владимирович Сазонов?; 27 maggio 1982) è un pentatleta russo.

## Palmarès
In carriera ha conseguito i seguenti risultati:
- Mondiali:

Varsavia 2005: argento nel pentathlon moderno staffetta a squadre.
- Europei

Albena 2004: argento nel pentathlon moderno staffetta a squadre.